# Поміщицькі селяни
Поміщицькі селяни — селяни, кріпаки, що до селянської реформи 1861 в Росії належали дворянам-поміщикам. Були найбільш численною серед інших категорією селянства Російської імперії. В 1859 році таких було 23 млн осіб обох статей.
Як особлива категорія селянства поміщицькі селяни утворилися в кінці XVI століття. Залежно від того як поміщицькі селяни відпрацьовували свою повинність вони поділялися на панщинних селян, оброчних селян і дворових селян. Після скасування кріпосного права — тимчасово зобов'язані селяни.